# 512
El 512 (DXII) fou un any de traspàs començat en diumenge del calendari julià.

## Esdeveniments
- Fracassa una revolta calcedoniana a Constantinoble que intentava derrocar Anastasi I i substituir-lo per Areobind.[1]
- Cesari d'Arle funda el primer monestir femení a Aliscamps[2]